# ФК «Динамо» Москва в сезоне 1950
Сезон 1950 года — 28-й в истории футбольного клуба «Динамо» Москва.
В этом сезоне команда приняла участие в чемпионате и кубке СССР.

## Общая характеристика выступления команды в сезоне
Новый сезон, который команда «Динамо» начинала в ранге чемпиона, стал весьма непростым. Большинство многолетних признанных лидеров, известных и заслуженных игроков, подошло вплотную (а некоторые давно перешагнули) к почтенному для футбола тех лет тридцатилетнему возрасту — начиналась неизбежная и особенно болезненная в данной ситуации смена поколений, остро проявившая именно в данном, более насыщенном по сравнению с предыдущими, сезоне (36 матчей чемпионата и 4 кубка). Нельзя сказать, что тренерский штаб «Динамо» не предвидел данное развитие событий — селекционная работа активно проводилась и в дублирующем составе была сконцентрирована весьма способная молодежь. Ряд достаточно молодых футболистов (Владимир Савдунин, Владимир Ильин, Александр Соколов) играл заметную роль в команде; проводилось приглашение в «Динамо» перспективных молодых, но уже достаточно опытных сторонних игроков (Иван Конов в прошлом и Сергей Сальников в текущем сезонах из «Спартака»). Однако в силу ряда причин (важнейшей из которых являлась не прекращающаяся ни на матч пятилетняя чемпионская гонка с ЦДКА, не позволявшая масштабно «обкатывать» молодежь в матчах высокого уровня в относительно спокойной турнирной обстановке) роль ветеранов в организации игры (особенно в группе атаки) все еще была труднозаменима.
В этой ситации предпринятые Михаилом Иосифовичем Якушиным на старте сезона довольно резкие кадровые перестановки неизбежно привели к трениям и недовольству ряда футболистов, не желавшим терять места в основном составе. Ситуацию усугубил также очень непростой календарь матчей команды со старта чемпионата со сложными выездами. В результате работа по оптимизации состава на перспективу практически провалилась — команда потерпела в тринадцати турах шесть поражений (в том числе от «Даугавы» и тбилисского «Спартака»), по четыре матча подряд не забивала голов, занимала 14-е и 16-е текущие места в турнирной таблице и к окончанию первого круга прочно обосновалась на девятом месте недалеко от зоны вылета без, казалось бы, каких-либо реальных медальных перспектив. Реакцией динамовского руководства стала смена главного тренера.
Вновь назначенный на эту должность Виктор Иванович Дубинин (он в третий раз принимал команду в подобной ситуации) был известен своим либерализмом — при нем всю практическую работу по руководству осуществляли фактически сами ведущие игроки команды. После определенных перестановок и стабилизации состава, движимая общим честолюбивым стремлением ветеранов доказать свою значимость команда сумела вернуть мощную остроатакующую игру. Второй круг, в котором динамовцы одержали в 18 играх 14 побед при всего двух поражениях, забили 59 мячей и задолго до финиша обеспечили серебряные медали (догнать далеко оторвавшихся армейцев все же не представлялось возможным, хотя над ЦДКА во втором круге была одержана победа) стал их «лебединой песней». Однако в дальнейшем сами футболисты отмечали, что эта была «пиррова победа» — уход Якушина и отказ от модернизации игры в этом сезоне привел в дальнейшем к деградации команды и выходу ее из числа соискателей чемпионского титула.
Последовавший за окончанием чемпионата кубковый турнир команда «Динамо» начала так же мощно и уверенно вышла в финал (хотя в четвертьфинале сумела победить «Локомотив» лишь в дополнительное время). Однако неумение динамовцев ту пору играть финалы в очередной раз было проиллюстрировано уверенной победой традиционно «кубкового» «Спартака» — 0:3.

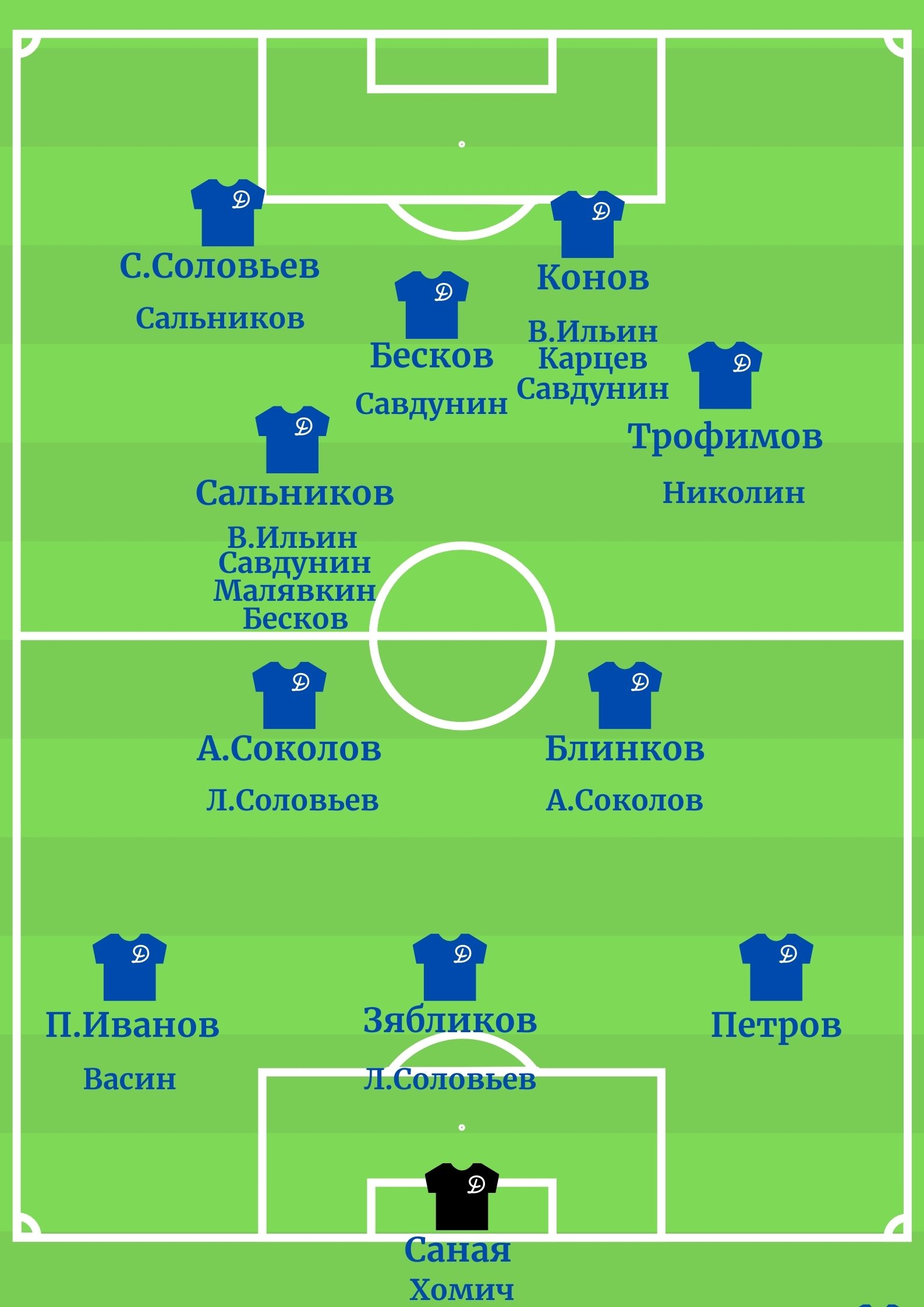

## Команда

### Состав
| Игрок              | Дата рождения    | Сезон в «Динамо» | Бывший клуб                 |
| Вратари            | Вратари          | Вратари          | Вратари                     |
| ------------------ | ---------------- | ---------------- | --------------------------- |
| Вальтер Саная      | 24 сентября 1925 | 3                | «Динамо» Тбилиси            |
| Алексей Хомич      | 14 марта 1920    | 7                | «Пищевик» Москва            |
| Лев Яшин           | 22 октября 1929  | 1                | «Динамо» Москва (дубль)     |
| Защитники          |                  |                  |                             |
| Александр Петров   | 13 марта 1922    | 6                | «Спартак» Москва (клубная)  |
| Владимир Зябликов  | 5 июля 1925      | 1                | «Динамо» Ленинград          |
| Пётр Иванов        | 21 июня 1924     | 2                | «Динамо» Ленинград          |
| Леонид Соловьев    | 22 марта 1917    | 7                | «Динамо — II»               |
| Виктор Васин       | 18 июля 1930     | 1                | «Динамо» Московская область |
| Михаил Семичастный | 5 декабря 1910   | 15               | ЦДКА                        |
| Иван Старовойтов   | 9 марта 1928     | 1                | «Динамо» Смоленск           |
| Полузащитники      |                  |                  |                             |
| Всеволод Блинков   | 10 декабря 1918  | 11               | «Динамо» Новосибирск        |
| Александр Соколов  | 26 февраля 1930  | 2                | «Крылья Советов» Сетунь     |
| Нападающие         |                  |                  |                             |
| Василий Трофимов   | 7 января 1919    | 12               | «Динамо-ТК № 1» Болшево     |
| Иван Конов         | 1 октября 1924   | 2                | «Спартак» Москва            |
| Константин Бесков  | 18 ноября 1920   | 10               | «Металлург» Москва          |
| Сергей Сальников   | 13 сентября 1925 | 1                | «Спартак» Москва            |
| Сергей Соловьев    | 9 марта 1915     | 11               | «Динамо» Ленинград          |
| Владимир Ильин     | 15 января 1928   | 5                | «Локомотив» Харьков         |
| Владимир Савдунин  | 10 мая 1924      | 6                | «Локомотив» Куйбышев        |
| Василий Карцев     | 9 апреля 1920    | 9                | «Локомотив» Москва          |
| Александр Малявкин | 5 января 1918    | 6                | «Динамо — II»               |
| Дамир Николин      | [[ ]] 1926       | 1                | «Динамо» Москва (дубль)     |
| Валентин Жемчугов  | 20 апреля 1928   | 1                | «Спартак» Ногинск           |
| Валентин Кузин     | 23 сентября 1926 | 1                | «Динамо» Новосибирск        |

### Изменения в составе
| Поз | Игрок             | Прежний клуб                |
| --- | ----------------- | --------------------------- |
| В   | Лев Яшин          | «Динамо» Москва (дубль)     |
| З   | Владимир Зябликов | «Динамо» Ленинград          |
| З   | Виктор Васин      | «Динамо» Московская область |
| З   | Иван Старовойтов  | «Динамо» Смоленск           |
| Н   | Сергей Сальников  | «Спартак» Москва            |
| Н   | Дамир Николин     | «Динамо» Москва (дубль)     |
| Н   | Валентин Жемчугов | «Спартак» Ногинск           |
| Н   | Валентин Кузин    | «Динамо» Новосибирск        |

| Поз | Игрок            | Новый клуб              |
| --- | ---------------- | ----------------------- |
| З   | Геннадий Болотин | «Динамо» Москва (дубль) |
| П   | Михаил Потапов   | «Динамо» Москва (дубль) |
| Н   | Владимир Цветков | «Динамо» Москва (дубль) |

## Официальные матчи

### Чемпионат
Число участников — 19. Система розыгрыша — «круговая» в два круга. Чемпион — ЦДКА.
Команда «Динамо» Москва заняла второе место.
| 16 апр Ч 1 (245) | «Динамо» Москва                | 3:1     | «Динамо» Тбилиси | Тбилиси                                                       |
| | - Савдунин 25′ 28′ - Конов 40′ | (отчёт) | - 23′ Махарадзе  | Стадион: «Динамо» Зрителей: 40 000 Судья: П.Белов (Ленинград) |
| «Динамо» Москва: Хомич - Петров, Зябликов, Иванов - Соколов, Л.Соловьев - Трофимов, Конов, Савдунин, Бесков (46' Жемчугов), Сальников «Динамо» Тбилиси: Маргания - Гагуа, Дзяпшпа , Сарджвеладзе - Антадзе, Гаришвили - Грамматикопуло, Махарадзе, Зазроев, Гогоберидзе, Тодрия |                                |         |                  |                                                               |

| 20 апр Ч 2 (246) | «Динамо» Москва | 1:1     | «Динамо» Ереван | Ереван                                                          |
| | - Конов 57′     | (отчёт) | - 88′ И.Мкртчян | Стадион: «Динамо» Зрителей: 30 000 Судья: И.Аверкин (Ленинград) |
| «Динамо» Москва: Хомич - Петров, Зябликов, Иванов 88' - Соколов, Л.Соловьев - Трофимов, Конов, Савдунин, Ильин, Сальников · «Динамо» Ереван: Келеджян - Кармирян, Асатрян, Поладян - Семерджян, Ар.Дургарян - Чаликян , Кегеян, И.Мкртчян, Мхоян, Меркулов (77' Ак.Дургарян) |                 |         |                 |                                                                 |

| 24 апр Ч 3 (247) | «Динамо» Москва | 0:0     | «Нефтяник» Баку | Баку                                                              |
| |                 | (отчёт) |                 | Стадион: им.Ленина Зрителей: 12 000 Судья: А.Зябликов (Ленинград) |
| «Динамо» Москва: Саная - Петров, Зябликов, Иванов - Соколов, Л.Соловьев - Трофимов, Конов, Савдунин, Ильин (70' Бесков), Сальников «Нефтяник» Баку: Арзуманов - В.Шевченко, Наумцев (12' Ерошкин), Хлыстов - Жамкочян, Жариков - Рассказов, Аношкин, Шагаров, Мамедов, Павлиди |                 |         |                 |                                                                   |

| 2 мая Ч 4 (248) | «Динамо» Москва | 0:1     | «Торпедо» Москва | Москва                                                       |
| |                 | (отчёт) | - 55′ Нечаев     | Стадион: «Динамо» Зрителей: 50 000 Судья: Н.Латышев (Москва) |
| «Динамо» Москва: Хомич - Петров, Зябликов, Иванов - Соколов, Л.Соловьев - Трофимов, Конов (70' Карцев), Савдунин, Бесков, Сальников «Торпедо» Москва: Берлизов - Бычков, Дуганов, Гомес - Соломатин, Чайко - Сочнев, Ефимов, Г.Жарков, Нечаев (75' Большаков), В.Пономарев |                 |         |                  |                                                              |

| 6 мая Ч 5 (249) | «Динамо» Москва | 0:2     | «Даугава» Рига            | Рига                                                             |
| |                 | (отчёт) | - 55′ Дьяков - 66′ Ужулис | Стадион: «Даугава» Зрителей: 25 000 Судья: В.Фридман (Ленинград) |
| «Динамо» Москва: Саная - Зябликов, Л.Соловьев , Иванов - Блинков, Соколов (46' Петров) - Трофимов, Конов, Савдунин, Ильин, Сальников «Даугава» Рига: В.Виноградов - Асерстаркс, Селицкис, Судмалис - Каричев, Амалин - Ужулис, Курнев, А.Егерс , Шебилов, Дьяков |                 |         |                           |                                                                  |

| 10 мая Ч 6 (250) | «Динамо» Москва | 0:2     | «Динамо» Ленинград          | Ленинград                                                      |
| |                 | (отчёт) | - 54′ Чучелов - 62′ Собакин | Стадион: «Динамо» Зрителей: 22 000 Судья: К.Демченко (Житомир) |
| «Динамо» Москва: Хомич - Зябликов, Л.Соловьев , Иванов - Блинков, Малявкин - Трофимов, Карцев (60' Конов), Сальников, Ильин, С.Соловьев «Динамо» Ленинград: Грищенко - Сафронов, Донцов, С.Северов - Тенягин, Горохов - Вас.Фомин, Дементьев (54' Катровский, 54), Собакин, Викторов , Чучелов |                 |         |                             |                                                                |

| 17 мая Ч 7 (251) | «Динамо» Москва              | 3:1     | «Динамо» Киев     | Москва                                                           |
| | - Ильин 32′ 47′ - Бесков 72′ | (отчёт) | - 18′ (пен.) Товт | Стадион: «Динамо» Зрителей: 40 000 Судья: А.Зябликов (Ленинград) |
| «Динамо» Москва: Хомич - Петров, Зябликов, Иванов - Блинков, Л.Соловьев - Ильин, Конов (46' С.Соловьев), Бесков, Малявкин, Сальников «Динамо» Киев: Зубрицкий - Горбунов, Лавер, Гулевич - Алпатов, Михалина (46' Гаврилюк) - Жилин, Сенгетовский, Г.Пономарев, Дашков , Товт |                              |         |                   |                                                                  |

| 21 мая Ч 8 (252) | «Динамо» Москва           | 2:0     | «Локомотив» Харьков | Харьков                                                      |
| | - Ильин 17′ - Николин 57′ | (отчёт) |                     | Стадион: «Дзержинец» Зрителей: 20 000 Судья: Э.Саар (Таллин) |
| «Динамо» Москва: Хомич - Петров, Зябликов, Иванов - Блинков, Л.Соловьев - Николин, Ильин, Бесков, Малявкин, Сальников (75' Соколов) «Локомотив» Харьков: Уграицкий - Д.Васильев, А.Серов, Работягов - Рогозянский , Азаров - М.Соловьев, Пономаренко, Чижов, В.Зуб, Лабунский (68' Борзенко) |                           |         |                     |                                                              |

| 25 мая Ч 9 (253) | «Динамо» Москва | 1:0     | «Шахтер» Сталино | Макеевка                                                          |
| | - Бесков 29′    | (отчёт) |                  | Стадион: «Металлург» Зрителей: 15 000 Судья: П.Давыдов (Куйбышев) |
| «Динамо» Москва: Хомич - Петров, Зябликов, Иванов - Блинков, Л.Соловьев - Николин, Ильин, Бесков, С.Соловьев, Сальников «Шахтер» Сталино: Пестов - Брюшин, М.Иванов, В.Никонов - Гавриленко, Н.Дегтярев - Д.Иванов, Мухин, Марьенко, О.Жуков, В.Колесников |                 |         |                  |                                                                   |

| 30 мая Ч 10 (254) | «Динамо» Москва                          | 3:4     | «Зенит» Ленинград                                                        | Москва                                                            |
| | - Ильин 16′ - Блинков 48′ - Трофимов 75′ | (отчёт) | - 21′ А.Иванов - 62′ Левин-Коган - 63′ (пен.) А.Коротков - 83′ И.Комаров | Стадион: «Динамо» Зрителей: 60 000 Судья: А.Тавельский (Куйбышев) |
| «Динамо» Москва: Хомич - Петров, Зябликов, Иванов - Блинков, Л.Соловьев - Николин, Ильин, Бесков, Трофимов, Сальников «Зенит» Ленинград: Л.Иванов - Гартвиг, В.Фалин, Пшеничный - Ю.Пономарев, Левин-Коган - Н.Смирнов, Марютин , И.Комаров, А.Коротков, А.Иванов |                                          |         |                                                                          |                                                                   |

| 4 июн Ч 11 (255) | «Динамо» Москва                                            | 4:0     | «Крылья Советов» Куйбышев | Москва                                                        |
| | - Трофимов 70′ - Карцев 75′ - Бесков 86′ (пен.) 88′ (пен.) | (отчёт) |                           | Стадион: «Динамо» Зрителей: 50 000 Судья: П.Белов (Ленинград) |
| «Динамо» Москва: Саная - Петров, Зябликов, Иванов - Блинков, Л.Соловьев - Ильин, Карцев, Бесков, Трофимов, Сальников «Крылья Советов» Куйбышев: Сухоставский - Скорохов, Мурзин, Петухов - Ржевцев (К), Н.Поздняков - Смыслов, Ворошилов, Гулевский, Синяков (71' Ф.Новиков), Н.Зайцев |                                                            |         |                           |                                                               |

| 8 июн Ч 12 (256) | «Динамо» Москва | 0:2     | ЦДКА                         | Москва                                                       |
| |                 | (отчёт) | - 25′ В.Соловьев - 41′ Демин | Стадион: «Динамо» Зрителей: 70 000 Судья: М.Белянин (Москва) |
| «Динамо» Москва: Саная - Петров, Зябликов, Иванов - Блинков, Л.Соловьев (46' Карцев) - Ильин, Малявкин, Бесков, Трофимов, Сальников ЦДКА: Вик.Чанов - Крушенок (20' Белов), Башашкин, Нырков - Водягин, Родин - Гринин , Николаев, В.Соловьев, Коверзнев, Демин |                 |         |                              |                                                              |

| 14 июн Ч 13 (257) | «Динамо» Москва | 0:1     | «Спартак» Тбилиси     | Тбилиси                                                        |
| |                 | (отчёт) | - 57′ А.Бердзенишвили | Стадион: «Динамо» Зрителей: 25 000 Судья: П.Давыдов (Куйбышев) |
| «Динамо» Москва: Хомич - Зябликов, Семичастный, Иванов - Блинков, Соколов - Николин, Ильин, Бесков , Трофимов, Сальников «Спартак» Тбилиси: Жмельков - Гугунава, Шудра, Осадзе - Гамкрелидзе, Хурцидзе (72' Н.Гагнидзе) - А.Бердзенишвили, К.Гагнидзе, Бережной, А.Пайчадзе, Ломая |                 |         |                       |                                                                |

| 19 июн Ч 14 (258) | «Динамо» Москва                | 3:0     | «Динамо» Минск | Москва                                                          |
| | - Трофимов 20′ 60′ - Ильин 74′ | (отчёт) |                | Стадион: «Динамо» Зрителей: 20 000 Судья: И.Аверкин (Ленинград) |
| «Динамо» Москва: Хомич - Петров, Зябликов, Иванов - Блинков, Соколов - Трофимов, Ильин, Бесков , Малявкин, Савдунин «Динамо» Минск: Искорка - Окулевич, Мимрик , А.Сергеев - Цыбин, Савось - Пержхало, А.Егоров, Терешков, Назаров, Шевелянчик |                                |         |                |                                                                 |

| 23 июн Ч 15 (259) | «Динамо» Москва | 1:1     | «Локомотив» Москва | Москва                                                        |
| | - Сальников 56′ | (отчёт) | - 55′ Панфилов     | Стадион: «Динамо» Зрителей: 15 000 Судья: В.Моргунов (Москва) |
| «Динамо» Москва: Хомич - Петров, Зябликов, Иванов - Блинков, Соколов - Трофимов, Ильин, Бесков , Малявкин (65' Савдунин), Сальников «Локомотив» Москва: В.Грачев - Антоневич , Г.Забелин, Осипов - Ларин, Лядин - Панфилов, Лагутин, И.Петров, Бологов, Строке |                 |         |                    |                                                               |

| 27 июн Ч 16 (260) | «Динамо» Москва                             | 5:0     | «Торпедо» Сталинград | Сталинград                                                        |
| | - Ильин 60′ 68′ 75′ - Бесков 80′ 83′ (пен.) | (отчёт) |                      | Стадион: «Торпедо» Зрителей: 12 000 Судья: В.Богданов (Ленинград) |
| «Динамо» Москва: Хомич - Петров, Зябликов, Иванов - Блинков, Соколов - Трофимов, Ильин, Бесков , Савдунин, Сальников «Торпедо» Сталинград: Королевич - Бадин , В.Матвеев, Шмаков - Минеев, А.Григорьев - Брусенский, Белоусов, Калмыков, Шведченко, Арзамасцев |                                             |         |                      |                                                                   |

| 2 июл Ч 17 (261) | «Динамо» Москва | 1:1     | «Спартак» Москва | Москва                                                       |
| | - Савдунин 65′  | (отчёт) | - 75′ Паршин     | Стадион: «Динамо» Зрителей: 60 000 Судья: В.Архипов (Москва) |
| «Динамо» Москва: Хомич (73' Яшин) - Петров, Зябликов, Иванов - Блинков, Соколов - Трофимов, Ильин, Бесков , Савдунин, Сальников «Спартак» Москва: В.Чернышев - Кулешов (6' К.Малинин), Вас.Соколов , Седов - Рязанцев, Нетто - Парамонов, В.Терентьев, Симонян, Паршин, Рысцов |                 |         |                  |                                                              |

| 6 июл Ч 18 (262) | «Динамо» Москва                        | 5:4     | «Динамо» Тбилиси                                           | Москва                                                       |
| | - Трофимов 1′ 56′ 65′ - Бесков 21′ 85′ | (отчёт) | - 57′ (пен.) 70′ Гогоберидзе - 69′ Тодрия - 70′ Б.Пайчадзе | Стадион: «Динамо» Зрителей: 50 000 Судья: А.Щелчков (Москва) |
| «Динамо» Москва: Яшин (78' Саная) - Петров, Л.Соловьев (60' Блинков), Иванов - Зябликов, Соколов - Трофимов, Ильин, Бесков , Савдунин, Сальников «Динамо» Тбилиси: Маргания - Элошвили, Гоглидзе, Сарджвеладзе - Панюков, Гаришвили - Грамматикопуло (62' Джоджуа), Вардимиади, Б.Пайчадзе , Гогоберидзе, Тодрия |                                        |         |                                                            |                                                              |

| 11 июл Ч 19 (263) | «Динамо» Москва  | 2:1     | ВВС            | Москва                                                        |
| | - Бесков 75′ 88′ | (отчёт) | - 49′ Анисимов | Стадион: «Динамо» Зрителей: 45 000 Судья: М.Дмитриев (Москва) |
| «Динамо» Москва: Саная - Петров, Зябликов, Иванов - Блинков, Соколов - Трофимов, Ильин (60' С.Соловьев), Бесков , Савдунин, Сальников ВВС: Акимов - Метельский, Крижевский, А.Прохоров - Бабич, Н.Овчинников - Вик.Федоров (46' С.Коршунов), Шувалов, Бобров , Анисимов, Оботов |                  |         |                |                                                               |

| 16 июл Ч 20 (264) | «Динамо» Москва                                                      | 6:0     | «Нефтяник» Баку | Москва                                                         |
| | - Бесков 18′ 32′ - С.Соловьев 48′ 57′ - Трофимов 67′ - Сальников 82′ | (отчёт) |                 | Стадион: «Динамо» Зрителей: 10 000 Судья: П.Давыдов (Куйбышев) |
| «Динамо» Москва: Саная - Петров, Зябликов, Иванов - Блинков, Соколов - Трофимов, Карцев, Бесков , Сальников, С.Соловьев «Нефтяник» Баку: Арзуманов - Хлыстов , Наумцев, Шевченко - Аношкин, Жамкочан - Рассказов, Мамедов, Абрамашвили, Павлиди, Ерошкин |                                                                      |         |                 |                                                                |

| 20 июл Ч 21 (265) | «Динамо» Москва                                               | 5:0     | «Динамо» Ереван | Москва                                                          |
| | - Конов 32′ - Сальников 34′ 74′ - С.Соловьев 36′ - Бесков 70′ | (отчёт) |                 | Стадион: «Динамо» Зрителей: 20 000 Судья: В.Фридман (Ленинград) |
| «Динамо» Москва: Саная - Петров, Зябликов, Иванов - Блинков, Соколов - Трофимов, Конов, Бесков , Сальников, С.Соловьев «Динамо» Ереван: Абрамян - Ханджан, Семерджан, Кармирян - Паладян, Асатрян - Чаликян, Кегеян, И.Мкртчан, Мхоян, Меркулов |                                                               |         |                 |                                                                 |

| 24 июл Ч 22 (266) | «Динамо» Москва                                           | 6:2     | «Торпедо» Москва               | Москва                                                       |
| | - Трофимов 11′ 65′ - С.Соловьев 22′ 58′ 75′ - Соколов 47′ | (отчёт) | - 31′ В.Пономарев - 73′ Ефимов | Стадион: «Динамо» Зрителей: 60 000 Судья: М.Белянин (Москва) |
| «Динамо» Москва: Саная - Петров, Зябликов, Иванов - Блинков, Соколов - Трофимов, Конов, Бесков , Сальников, С.Соловьев «Торпедо» Москва: Лексовский (70' Берлизов) - Бычков, Гомес, Запрягаев - Г.Жарков, Чайко - Сочнев, Ефимов, А.Пономарев , Нечаев, В.Пономарев (58' Самохин) |                                                           |         |                                |                                                              |

| 28 июл Ч 23 (267) | «Динамо» Москва                           | 3:0     | «Даугава» Рига | Москва                                                             |
| | - С.Соловьев 52′ - Бесков 79′ - Конов 83′ | (отчёт) |                | Стадион: «Динамо» Зрителей: 40 000 Судья: Н.Чхатарашвили (Тбилиси) |
| «Динамо» Москва: Хомич - Петров, Зябликов, Иванов - Блинков, Соколов - Трофимов (70' Карцев), Конов, Бесков , Сальников, С.Соловьев «Даугава» Рига: В.Виноградов - Асерстаркс, Селицкий, Судмалис - Каричев, Амалин - Ужулис, Курнев, А.Егерс , Чернецов (45' Шебилов), Кузьмин |                                           |         |                |                                                                    |

| 1 авг Ч 24 (268) | «Динамо» Москва               | 2:0     | «Динамо» Киев | Киев                                                             |
| | - С.Соловьев 60′ - Карцев 74′ | (отчёт) |               | Стадион: «Динамо» Зрителей: 35 000 Судья: А.Зябликов (Ленинград) |
| «Динамо» Москва: Хомич - Петров, Зябликов, Иванов 70' - Блинков, Соколов - Трофимов, Карцев, Бесков (72' Савдунин), Сальников, С.Соловьев · «Динамо» Киев: Зубрицкий - Гулевич (66' Горбунов), Лерман, Лавер - Алпатов, Принц - Жилин, Дашков , Виньковатов, Г.Пономарев, Товт |                               |         |               |                                                                  |

| 6 авг Ч 25 (269) | «Динамо» Москва | 0:2     | «Динамо» Ленинград  | Москва                                                             |
| |                 | (отчёт) | - 41′ 86′ Вас.Фомин | Стадион: «Динамо» Зрителей: 60 000 Судья: Н.Чхатарашвили (Тбилиси) |
| «Динамо» Москва: Хомич - Петров, Зябликов, Иванов - Блинков, Соколов - Трофимов, Карцев (46' Конов), Бесков , Сальников, С.Соловьев «Динамо» Ленинград: Грищенко - Сафронов, Донцов, С.Северов - Тенягин, Богомолов (46' Горохов) - Вас.Фомин, П.Дементьев , Собакин, Лотков, Г.Бондаренко |                 |         |                     |                                                                    |

| 10 авг Ч 26 (270) | «Динамо» Москва | 1:1     | «Локомотив» Москва | Москва                                                       |
| | - Конов 88′     | (отчёт) | - 16′ Пирогов      | Стадион: «Динамо» Зрителей: 50 000 Судья: Н.Латышев (Москва) |
| «Динамо» Москва: Саная - Петров, Л.Соловьев, Иванов - Сальников, Соколов - Трофимов , Конов, Савдунин, Ильин (46' Бесков), С.Соловьев «Локомотив» Москва: В.Грачев - Антоневич, Г.Забелин, Осипов - Ларин, Лядин - Пирогов, Алексеев, И.Петров, Бологов, Строке |                 |         |                    |                                                              |

| 14 авг Ч 27 (271) | «Динамо» Москва                               | 4:2     | «Зенит» Ленинград            | Ленинград                                                            |
| | - С.Соловьев 28′ 47′ - Бесков 32′ - Конов 69′ | (отчёт) | - 54′ ~80′ (пен.) А.Коротков | Стадион: им.Кирова Зрителей: 100 000 Судья: Н.Чхатарашвили (Тбилиси) |
| «Динамо» Москва: Саная - Петров, Зябликов, Иванов - Блинков, Л.Соловьев - Трофимов (60' Ильин), Конов, Бесков , Сальников, С.Соловьев «Зенит» Ленинград: Л.Иванов - Гартвиг, В.Фалин, Пшеничный - Кравец, Левин-Коган - Н.Смирнов, Марютин , И.Комаров, А.Коротков, А.Иванов |                                               |         |                              |                                                                      |

| 20 авг Ч 28 (272) | «Динамо» Москва                                               | 5:1     | «Динамо» Минск        | Минск                                                         |
| | - Сальников 27′ 67′ - Конов 53′ - Бесков 59′ - С.Соловьев 75′ | (отчёт) | - 81′ (пен.) Бармашев | Стадион: «Динамо» Зрителей: 13 000 Судья: П.Белов (Ленинград) |
| «Динамо» Москва: Саная - Зябликов, Л.Соловьев, Иванов - Блинков, Соколов - Савдунин, Конов, Бесков , Сальников, С.Соловьев «Динамо» Минск: Тарабрин - В.Васильев, Мимрик, А.Сергеев - Мацкевич, Цыбин - Пержхало, А.Егоров , Н.Макаров, Юров, Бармашев |                                                               |         |                       |                                                               |

| 24 авг Ч 29 (273) | «Динамо» Москва                                              | 5:1     | «Спартак» Тбилиси | Москва                                                          |
| | - С.Соловьев 1′ - Бесков 20′ 88′ - Конов 44′ - Сальников 46′ | (отчёт) | - 36′ Бурчуладзе  | Стадион: «Динамо» Зрителей: 30 000 Судья: И.Аверкин (Ленинград) |
| «Динамо» Москва: Хомич - Петров, Л.Соловьев, Васин - Блинков, Соколов - Трофимов, Конов, Бесков , Сальников (79' Кузин), С.Соловьев «Спартак» Тбилиси: Жмельков (33' Иоселиани) - Гугунава, Шудра, Катанов - Киладзе, Н.Гагнидзе - Бурчуладзе, К.Гагнидзе , Арошидзе, А.Пайчадзе (72' Гамкрелидзе), Ломая |                                                              |         |                   |                                                                 |

| 29 авг Ч 30 (274) | «Динамо» Москва             | 2:0     | ЦДКА | Москва                                                       |
| | - Трофимов 19′ - Бесков 22′ | (отчёт) |      | Стадион: «Динамо» Зрителей: 60 000 Судья: В.Архипов (Москва) |
| «Динамо» Москва: Саная - Петров 84', Л.Соловьев, Зябликов - Блинков, Соколов - Трофимов, Конов (46' Савдунин), Бесков , Сальников, С.Соловьев · ЦДКА: Никаноров - Чистохвалов, Башашкин, Нырков - Водягин, А.Т.Петров - Гринин , Николаев, Коверзнев, В.Соловьев, Демин |                             |         |      |                                                              |

| 2 сен Ч 31 (275) | «Динамо» Москва        | 1:0     | «Торпедо» Сталинград | Москва                                                           |
| | - Королевич 73′ (авт.) | (отчёт) |                      | Стадион: «Динамо» Зрителей: 15 000 Судья: В.Богданов (Ленинград) |
| «Динамо» Москва: Саная - Петров, Л.Соловьев, Зябликов - Блинков, Соколов - Трофимов, Савдунин, Бесков , Сальников, С.Соловьев «Торпедо» Сталинград: Королевич - Бадин , В.Матвеев, Шмаков - Минеев, А.Григорьев - Гуркин (70' Бурсенский), Белоусов, Калмыков, Шведченко, Арзамасцев |                        |         |                      |                                                                  |

| 6 сен Ч 32 (276) | «Динамо» Москва | 0:1     | «Шахтер» Сталино | Москва                                                           |
| |                 | (отчёт) | - 75′ Вик.Фомин  | Стадион: «Динамо» Зрителей: 25 000 Судья: А.Зябликов (Ленинград) |
| «Динамо» Москва: Хомич - Петров, Л.Соловьев, Васин - Блинков, Соколов - Ильин (78' Малявкин), Савдунин, Бесков , Сальников, С.Соловьев «Шахтер» Сталино: Пестов - М.Иванов, Самарин, Иванчук - Костынчак, Н.Дегтярев - Гавриленко, Савинов, В.Колесников , Д.Иванов, Вик.Фомин |                 |         |                  |                                                                  |

| 10 сен Ч 33 (277) | «Динамо» Москва                       | 3:1     | «Спартак» Москва | Москва                                                       |
| | - Трофимов 5′ - Бесков 67′ 85′ (пен.) | (отчёт) | - 77′ Симонян    | Стадион: «Динамо» Зрителей: 70 000 Судья: В.Архипов (Москва) |
| «Динамо» Москва: Саная - Л.Соловьев, Зябликов, Петров - Блинков, Соколов - Трофимов, Конов, Бесков , Сальников, С.Соловьев «Спартак» Москва: Костиков - К.Малинин, Вас.Соколов (К), Седов - Тимаков, Нетто - Парамонов, В.Терентьев, Симонян, Дементьев, Рысцов (58' Ильин) |                                       |         |                  |                                                              |

| 14 сен Ч 34 (278) | «Динамо» Москва            | 2:2     | «Крылья Советов» Куйбышев      | Куйбышев                                                         |
| | - Трофимов 33′ - Конов 38′ | (отчёт) | - 60′ Карпов - 68′ Н.Поздняков | Стадион: «Динамо» Зрителей: 20 000 Судья: В.Богданов (Ленинград) |
| «Динамо» Москва: Саная - Петров, Л.Соловьев, Зябликов - Блинков, Соколов - Трофимов, Конов, Бесков , Сальников, С.Соловьев «Крылья Советов» Куйбышев: В.Корнилов - Скорохов, Мурзин (К), Ширяев - Карпов, Н.Поздняков - Смыслов, Ворошилов, Гулевский, Синяков, Н.Зайцев (70' Ф.Новиков) |                            |         |                                |                                                                  |

| 18 сен Ч 35 (279) | «Динамо» Москва                            | 3:1     | «Локомотив» Харьков | Москва                                                          |
| | - Трофимов 11′ - Ильин 15′ - Сальников 42′ | (отчёт) | - 65′ Азаров        | Стадион: «Динамо» Зрителей: 20 000 Судья: И.Аверкин (Ленинград) |
| «Динамо» Москва: Саная - Зябликов, Л.Соловьев (46' Петров), Васин - Блинков, Соколов - Трофимов, Ильин, Бесков , Сальников, Савдунин «Локомотив» Харьков: Уграицкий (46' Браховецкий) - Д.Васильев, А.Серов, Работягов - Рогозянский , Азаров - М.Соловьев, Пономаренко, Чижов, В.Зуб, Борзенко |                                            |         |                     |                                                                 |

| 22 сен Ч 36 (280) | «Динамо» Москва                                                  | 6:0     | ВВС | Москва                                                       |
| | - Бесков 13′ 56′ - Конов 62′ - С.Соловьев 64′ - Трофимов 84′ 88′ | (отчёт) |     | Стадион: «Динамо» Зрителей: 40 000 Судья: М.Белянин (Москва) |
| «Динамо» Москва: Саная - Петров, Зябликов, Васин - Блинков, Соколов - Трофимов, Ильин (46' Конов), Бесков , Сальников, С.Соловьев ВВС: Пираев - Архипов, Крижевский , А.Прохоров - Н.Овчинников, Н.Морозов - С.Коршунов, Анисимов, Вик.Шувалов, Джеджелава, Вик.Федоров (72' Волков) |                                                                  |         |     |                                                              |

#### Итоговая таблица
| М | Команда          | И  | В  | Н  | П  | Мячи    | ±   | О  |
| - | ---------------- | -- | -- | -- | -- | ------- | --- | -- |
|   | ЦДКА             | 36 | 20 | 13 | 3  | 91 − 31 | +60 | 53 |
|   | «Динамо» Москва  | 36 | 22 | 6  | 8  | 88 − 36 | +52 | 50 |
|   | «Динамо» Тбилиси | 36 | 20 | 7  | 9  | 78 − 50 | +28 | 47 |
| 4 | ВВС              | 36 | 20 | 5  | 11 | 78 − 52 | +26 | 45 |
| 5 | «Спартак» Москва | 36 | 17 | 10 | 9  | 77 − 40 | +37 | 44 |

И — игры, В — выигрыши, Н — ничьи, П — проигрыши, Мячи — забитые и пропущенные голы, ± — разница голов, О — очки

#### Движение по турам[9]
| Игра  | 1 | 2 | 3 | 4  | 5  | 6  | 7  | 8 | 9 | 10 | 11 | 12 | 13 | 14 | 15 | 16 | 17 | 18 | 19 | 20 | 21 | 22 | 23 | 24 | 25 | 26 | 27 | 28 | 29 | 30 | 31 | 32 | 33 | 34 | 35 | 36 |
| ----- | - | - | - | -- | -- | -- | -- | - | - | -- | -- | -- | -- | -- | -- | -- | -- | -- | -- | -- | -- | -- | -- | -- | -- | -- | -- | -- | -- | -- | -- | -- | -- | -- | -- | -- |
| Место | 2 | 4 | 4 | 11 | 14 | 16 | 14 | 9 | 8 | 9  | 7  | 8  | 9  | 8  | 9  | 9  | 9  | 8  | 6  | 5  | 4  | 3  | 2  | 2  | 2  | 2  | 2  | 2  | 2  | 2  | 2  | 2  | 2  | 2  | 2  | 2  |

### Кубок
Число участников — 69. Система розыгрыша — «олимпийская». Победитель — «Спартак» Москва.
Команда «Динамо» Москва вышла в финал.
| 24 окт К 1 (29) 1/8 финала | «Динамо» Москва                                                     | 7:0     | «Динамо» Ереван | Москва                                                        |
| | - С.Соловьев 13′ 56′ 66′ - Бесков 43′ 50′ (пен.) 53′ - Трофимов 82′ | (отчёт) |                 | Стадион: «Динамо» Зрителей: 25 000 Судья: П.Белов (Ленинград) |
| «Динамо» Москва: Хомич - Петров, Зябликов (60' Старовойтов), Васин - Блинков, Савдунин - Трофимов, Конов, Бесков , Сальников, С.Соловьев «Динамо» Ереван: Келенджян - Асатрян, Поладян, Семерджан - О.Мкртчян, Кармирян - А.Чаликян , Кегеян, И.Мкртчян, Мхоян, Меркулов |                                                                     |         |                 |                                                               |

| 27 окт К 2 (30) 1/4 финала | «Динамо» Москва                              | 3:2 (от) | «Локомотив» Москва                       | Москва                                                       |
| | - С.Соловьев 71′ - Конов 97′ - Савдунин 106′ | (отчёт)  | - 10′ 117' (пен.) Лагутин - 118′ Пирогов | Стадион: «Динамо» Зрителей: 40 000 Судья: М.Белянин (Москва) |
| «Динамо» Москва: Саная - Петров, Соколов, Васин - Блинков, Савдунин - Трофимов, Конов, Бесков (75' Ильин), Сальников, С.Соловьев «Локомотив» Москва: В.Грачев - Антоневич, Г.Забелин, Осипов - Ларин, Лядин - Панфилов, Лагутин, И.Петров (98' Пирогов), Алексеев, Бологов |                                              |          |                                          |                                                              |

| 31 окт К 3 (31) 1/2 финала | «Динамо» Москва                                                          | 7:0     | «Крылья Советов» Куйбышев | Москва                                                        |
| | - Сальников 33′ - С.Соловьев 46′ 70′ 84′ - Трофимов 55′ - Бесков 62′ 74′ | (отчёт) |                           | Стадион: «Динамо» Зрителей: 40 000 Судья: П.Белов (Ленинград) |
| «Динамо» Москва: Хомич - Петров, Соколов, Васин - Блинков, Савдунин - Трофимов, Конов, Бесков , Сальников, С.Соловьев «Крылья Советов» Куйбышев: В.Корнилов, Скорохов, Мурзин , Ширяев - Карпов, Н.Поздняков - Смыслов, Ворошилов, Гулевский, Ф.Новиков, Н.Зайцев |                                                                          |         |                           |                                                               |

| 6 ноя К 4 (32) Финал | «Динамо» Москва | 0:3     | «Спартак» Москва                                  | Москва                                                       |
| |                 | (отчёт) | - 35′ Тимаков - 40′ В.Терентьев - 65′ Н.Дементьев | Стадион: «Динамо» Зрителей: 60 000 Судья: Н.Латышев (Москва) |
| «Динамо» Москва: Саная - Петров, Соколов, Зябликов - Блинков, Савдунин - Трофимов, Конов, Бесков , Сальников, С.Соловьев «Спартак» Москва: Костиков - Сеглин, Вас.Соколов , Седов - Тимаков, Нетто - Парамонов, В.Терентьев, Симонян, Н.Дементьев, Рысцов |                 |         |                                                   |                                                              |

## Статистика сезона

### Игроки и матчи
| Игрок                  | Чемпионат       | Чемпионат | Кубок           | Кубок   | Итого           | Итого   | ТМ              | ТМ      | Всего Чемпионат | Всего Чемпионат | Всего Кубок     | Всего Кубок | Всего           | Всего   | Всего Международные матчи | Всего Международные матчи |
| Игрок                  | Вышел на замену | Гол       | Вышел на замену | Гол     | Вышел на замену | Гол     | Вышел на замену | Гол     | Вышел на замену | Гол             | Вышел на замену | Гол         | Вышел на замену | Гол     | Вышел на замену           | Гол                       |
| Вратари                | Вратари         | Вратари   | Вратари         | Вратари | Вратари         | Вратари | Вратари         | Вратари | Вратари         | Вратари         | Вратари         | Вратари     | Вратари         | Вратари | Вратари                   | Вратари                   |
| ---------------------- | --------------- | --------- | --------------- | ------- | --------------- | ------- | --------------- | ------- | --------------- | --------------- | --------------- | ----------- | --------------- | ------- | ------------------------- | ------------------------- |
| Вальтер Саная          | 18              | (-15)     | 2               | (-5)    | 20              | (-20)   |                 |         | 31              | (-23)           | 4               | (-7)        | 35              | (-30)   |                           |                           |
| Алексей Хомич          | 18              | (-16)     | 2               | (-0)    | 20              | (-16)   |                 |         | 137             | (-106)          | 18              | (-17)       | 160             | (-131)  | 10                        | (-15)                     |
| Лев Яшин               | 2               | (-5)      |                 |         | 2               | (-5)    |                 |         | 2               | (-5)            |                 |             | 2               | (-5)    |                           |                           |
| Защитники              |                 |           |                 |         |                 |         |                 |         |                 |                 |                 |             |                 |         |                           |                           |
| Александр Петров       | 33              |           | 4               |         | 37              |         |                 |         | 121             |                 | 15              |             | 136             |         | 4                         |                           |
| Владимир Зябликов      | 33              |           | 2               |         | 35              |         |                 |         | 33              |                 | 2               |             | 35              |         |                           |                           |
| Пётр Иванов            | 28              |           |                 |         | 28              |         |                 |         | 61              |                 | 6               |             | 67              |         | 1                         |                           |
| Леонид Соловьев (12)   | 23              |           |                 |         | 23              |         |                 |         | 149             | 12              | 19              | 1           | 183             | 13      | 9                         |                           |
| Виктор Васин           | 4               |           | 3               |         | 7               |         |                 |         | 4               |                 | 3               |             | 7               |         |                           |                           |
| Михаил Семичастный     | 1               |           |                 |         | 1               |         |                 |         | 208             | 52              | 23              | 8           | 265             | 80      | 14                        | 4                         |
| Иван Старовойтов       |                 |           | 1               |         | 1               |         |                 |         |                 |                 | 1               |             | 1               |         |                           |                           |
| Полузащитники          |                 |           |                 |         |                 |         |                 |         |                 |                 |                 |             |                 |         |                           |                           |
| Всеволод Блинков       | 31              | 1         | 4               |         | 35              | 1       |                 |         | 168             | 13              | 19              |             | 249             | 19      | 10                        |                           |
| Александр Соколов      | 29              | 1         | 3               |         | 32              | 1       |                 |         | 36              | 1               | 5               |             | 41              | 1       |                           |                           |
| Нападающие             |                 |           |                 |         |                 |         |                 |         |                 |                 |                 |             |                 |         |                           |                           |
| Василий Трофимов (1)   | 31              | 16        | 4               | 2       | 35              | 18      |                 |         | 172             | 59              | 17              | 7           | 233             | 81      | 7                         | 7                         |
| Иван Конов             | 19              | 10        | 4               | 1       | 23              | 11      |                 |         | 48              | 33              | 10              | 7           | 58              | 40      | 1                         |                           |
| Константин Бесков (27) | 33              | 23        | 4               | 5       | 37              | 28      |                 |         | 155             | 75              | 23              | 17          | 215             | 116     | 9                         | 9                         |
| Сергей Сальников       | 35              | 8         | 4               | 1       | 39              | 9       |                 |         | 35              | 8               | 4               | 1           | 39              | 9       |                           |                           |
| Сергей Соловьев        | 20              | 13        | 4               | 7       | 24              | 20      |                 |         | 180             | 124             | 21              | 17          | 250             | 213     | 11                        | 6                         |
| Владимир Ильин         | 22              | 9         | 1               |         | 23              | 9       |                 |         | 56              | 20              | 8               | 3           | 64              | 23      |                           |                           |
| Владимир Савдунин      | 18              | 3         | 4               | 1       | 22              | 4       |                 |         | 93              | 47              | 17              | 7           | 110             | 54      | 3                         | 1                         |
| Василий Карцев         | 8               | 2         |                 |         | 8               | 2       |                 |         | 97              | 69              | 4               | 1           | 127             | 89      | 10                        | 10                        |
| Александр Малявкин     | 7               |           |                 |         | 7               |         |                 |         | 130             | 29              | 15              | 3           | 145             | 32      | 6                         | 3                         |
| Дамир Николин          | 4               | 1         |                 |         | 4               | 1       |                 |         | 4               | 1               |                 |             | 4               | 1       |                           |                           |
| Валентин Жемчугов      | 1               |           |                 |         | 1               |         |                 |         | 1               |                 |                 |             | 1               |         |                           |                           |
| Валентин Кузин         | 1               |           |                 |         | 1               |         |                 |         | 1               |                 |                 |             | 1               |         |                           |                           |

### Личные и командные достижения
Динамовцы в списке 33 лучших футболистов
| Турнир            | Игрок                                  | Вышел на замену | Игрок                               | Гол |
| ----------------- | -------------------------------------- | --------------- | ----------------------------------- | --- |
| Сезоны в клубе    | Сергей Ильин & Михаил Семичастный      | 15              |                                     |     |
| Официальные матчи | Михаил Семичастный                     | 265             | Сергей Соловьев                     | 213 |
| Чемпионат         | Михаил Семичастный                     | 208             | Сергей Соловьев                     | 124 |
| Кубок             | Михаил Семичастный & Константин Бесков | 23              | Константин Бесков & Сергей Соловьев | 17  |

Достижения в сезоне

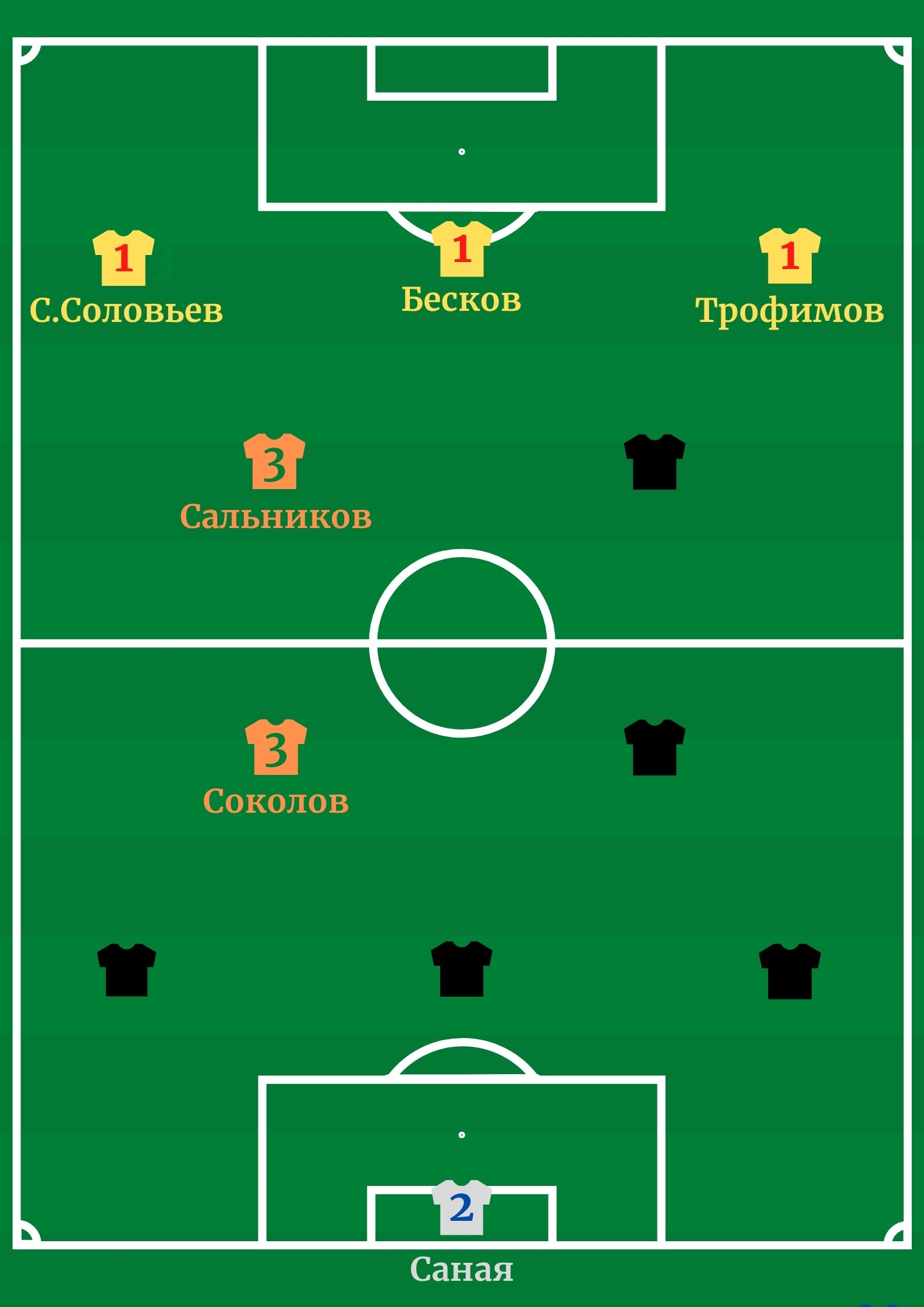

- Михаил Семичастный сыграл в 15-м сезоне за «Динамо»
- Василий Трофимов сыграл в 12-м сезоне
- Всеволод Блинков и Сергей Соловьев сыграли в 11-м сезоне
- Константин Бесков сыграл в 10-м сезоне
- 200-е официальные матчи за «Динамо» — Константин Бесков и Василий Трофимов
- 100-е официальные матчи — Александр Петров и Владимир Савдунин
- 100-й матч в чемпионате — Александр Петров
- Сергей Соловьев забил 200-й мяч в официальных матчах за «Динамо»
- Константин Бесков забил 100-й мяч в официальных матчах
- Константин Бесков вошёл в Клуб Григория Федотова[12]
- «Хет-трики» в сезоне — Владимир Ильин, Василий Трофимов, Сергей Соловьев (трижды) и Константин Бесков